# Hamengkubuwono VI

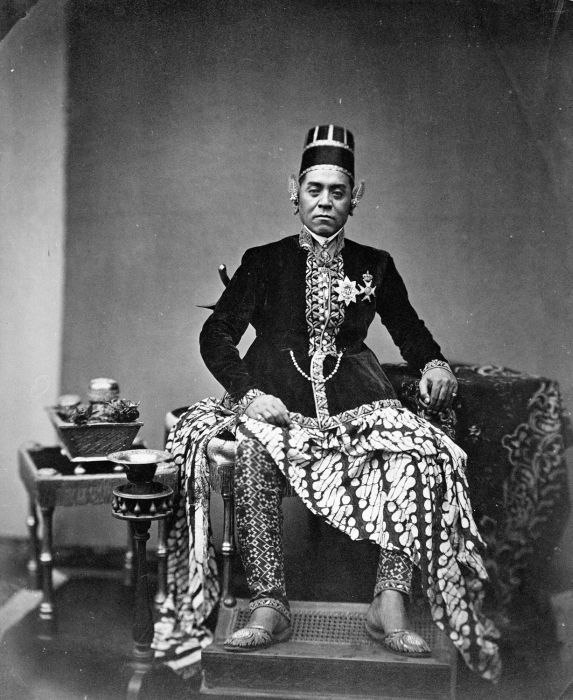
Portret in Nederlands uniform

Hamengkubuwono VI (ook: Hamengkoeboewono VI) was de zesde sultan of koning van Yogyakarta. Deze Javaanse vorst uit de dynastie der sultans van Yogyakarta. werd op 10 augustus 1821 in de kraton van Jogjakarta geboren en regeerde van de dood van zijn broer op 27 juni 1855 tot zijn eigen overlijden op 20 juli 1877 als "zelfbestuurder" in zijn aan Nederland onderworpen koninkrijk.
De volledige titel van de vorst, die sinds 1 juli 1887 ook de rang van honorair kolonel in het Koninklijk Nederlandsch-Indisch Leger bekleedde, was Zijne Hoogheid Sampeyan Dalam ingkang Sinuhun Kanjeng Sri Sultan Amangkubuwono VI Senapati ing Alaga Ngah 'Abdu'l-Rahman Saiyid ud-din Panatagama Khalifatu'llah ingkang Yumeneng Kaping [Sultan Mangkoeboemi], sultan van Yogyakarta. Hij was, in strijd met het gebruik, niet door zijn broer als kroonprins aangewezen.
Zoals bij de andere Javaanse zelfregeerders, was ook Hamengkubuwono's macht beperkt door verdragen en bestuursakkoorden met Nederland. De gouverneur-generaal van Nederlands-Indië was in de bloemrijke termen van het koloniale protocol "Zijn Grootvader" en hij was diens "kleinzoon". De Nederlands-Indische regering had in Yogyakarta een Nederlandse gouverneur aangesteld die als de "Oudere Broer" gearmd met de sultan, de "Jongere Broer" liep en ook naast hem plaatsnam. Onder de Javaanse bevolking bestond veel ontzag voor de sultan van Jogjakarta en voor zijn met magie omgeven kraton.
Zoals de andere mohammedaanse Javaanse vorsten was ook Hamengkubuwono VI polygaam. Hij huwde Ratu Kanjeng Ratu Agung en elf andere vrouwen. De vorst verwekte elf zoons en twaalf dochters.
Hamengkubuwono VI was commandeur in de Orde van de Nederlandse Leeuw.
Hamengkubuwono VI overleed op 20 juli 1877 in de kraton. Hij werd opgevolgd door zijn oudste zoon en kroonprins Bandara Pangeran Arya Ngabehi/Pangeran Adipati Anum, een zoon van de Ratu Kanjeng Ratu Agung.
Hamengkubuwono VI werd bijgezet in een van de mausolea op de heilige "sneeuwberg" Imagiri.